# Sankt Görans kyrka, Primošten
Sankt Görans kyrka (kroatiska: Crkva svetog Jurja) är en romersk-katolsk kyrkobyggnad i Primošten i Kroatien. Den är tillägnad sankt Göran och är belägen på Gamla stans högsta punkt. Kyrkan är stadens största och centrala helgedom. Dess grunder härrör troligtvis från slutet av 1400-talet men den har sedan dess byggts ut och utökats vid flera tillfällen. Nuvarande utseende härrör från den stora tillbyggnaden år 1760. Tillsammans med den omkringliggande kyrkogården utgör den en av Primoštens sevärdheter.

## Historik
Första omnämnandet av kyrkobyggnaden på toppen av Gamla stan är från år 1681 då den dåvarande församlingsprästen Pavao Bernić lät skrivna in den i registerböckerna. Enligt äldre skrifter inledde den lokala församlingen sitt arbete år 1485 och det är föga troligt att det då skulle ha funnits en församling utan en kyrkobyggnad.
Kyrkobyggnaden kallades tidigare Sankta Maria och den heliga Jungfru Marias kyrka. Detta sedan en viss Magdalena Butković den 3 november 1560 låtit testamentera en målning av Jungfru Maria till kyrkan. I samband med det accepterade församlingen Jungfru Maria som sin beskyddarinna. Församlingens nya (eller andra) beskyddare sankt Göran vars namn kyrkan än idag bär tillkom sedan Andrija Gracić Gracin den 26 juli 1685 låtit donera två fackelhållare till kyrkan. Den ursprungliga kyrkobyggnaden tillbyggdes och den äldre kyrkan fick därefter utgöra sakristia.
År 1760 utökades kyrkan ytterligare och den nya utbyggnaden kunde invigas den 11 maj samma år. År 1815 invigdes ett nytt huvudaltare och 1929 klocktornet. Klockor till klocktornet beställdes från Venedig och anlände år 1930 då de med hjälp av mulor och träslädar drogs upp till höjden i Gamla stan där kyrkan låg. Tidigare hade kyrkan ett huvudaltare och fyra sidoaltare. Idag finns två altare kvar – Vår Fru av Loretos altare och Ivan av Trogirs altare.
I kyrkan finns skulpturer förställande sankt Josef, sankt Antonius och sankt Blasius. Därtill finns bland annat en ikon av Jungfrun med silverinfattning.